# Paradox (w-inds.의 노래)
〈Paradox〉(파라독스)는 w-inds.의 세 번째 싱글이다. 2001년 10월 17일 FLIGHT MASTER에서 발매하였다.

## 개요
w-inds.의 곡들 중에서 최대의 히트곡으로 일본 레코드 대상에서 최우수 신인상, 일본 골든 디스크 대상에서 신인상을 수상하였다.
Paradox 발매 이벤트는 CD구입자를 대상으로한 추첨으로 당첨자만이 참가할 수 있는 추첨제로 하였으며, 일본 5개 도시에서 개최하였다.
w-inds.가 첫출연한 영화 《Star Light》의 주제가로 사용되었다.
또한 이 시기에는 보컬인 타치바나 케이타가 변성기의 정점을 맞이하게 되었으며, 그 후에도 "목소리가 나오지 않는 게 괴로워서 노래하는 것이 싫었다"라고 여러 번 이야기하기도 했었다.
초회한정반 특전
- w-inds. 오리지널 트레이딩 카드 (4종류 중 1종)
- w-inds. 첫출연 영화 "Star Light" 특별 할인권
- Paradox 발매기념 특별 이벤트 참가 응모권

## 수록곡
1. Paradox
2. Somewhere in Time
3. Paradox (ZA DOWNTOWN STREET RUMOR REMIX)
4. Paradox (Instrumental)

작사, 작곡, 편곡 : 하야마 히로아키
리믹스 : Banana Ice (#3)

## 차트 성적
- 최고순위 3위 (오리콘)